# Вилхелм IV (Хенеберг-Шлойзинген)
Вижте пояснителната страница за други личности с името Вилхелм IV.
Вилхелм IV (VI) фон Хенеберг-Шлойзинген (на немски: Wilhelm VI (VI) von Henneberg-Schleusingen; * 29 януари 1478; † 24 януари 1559) от Дом Хенеберг е граф и господар на Хенеберг-Шлойзинген.

## Произход
Той е син на граф Вилхелм III (IV) фон Хенеберг-Шлойзинген (1434 – 1480) и на херцогиня Маргарета фон Брауншвайг-Волфенбютел (1451 – 1509), дъщеря на херцог Хайнрих II фон Брауншвайг-Волфенбютел и на Хелена фон Клеве (1423 – 1471), дъщеря на херцог Адолф II. По баща е внук на граф Вилхелм II фон Хенеберг-Шлойзинген (1415 – 1444) и графиня Катарина фон Ханау (1408 – 1460), дъщеря на граф Райнхард II фон Ханау и Катарина фон Насау-Байлщайн. Брат е на Маргарета (* ок. 1475; † 20 февруари 1510), омъжена на 4 ноември 1492 г. за граф Бернхард III фон Золмс-Браунфелс (1468 – 1547).

## Фамилия
Вилхелм IV се жени на 16 февруари 1500 г. в Нойщат ан дер Айш за маркграфиня Анастасия фон Бранденбург (1478 – 1534), дъщеря на курфюрст Албрехт III Архилес фон Бранденбург (1414 – 1486) и втората му съпруга принцеса Анна Саксонска (1437 – 1512). Преди девет години нейната сестра Елизабет от Бранденбург (1474 – 1507) се омъжва 1491 г. за граф Херман VIII фон Хенеберг-Ашах (1470 – 1535).
Вилхелм IV и Анастасия фон Бранденбург са много вярващи, помагат на манастири и правят поклонения.  Погребани са в църквата на Шлойзинген. Те имат децата:
- Вилхелм (1500 – 1503)
- Анна (*/† 1502)
- Йохан IV (1503 – 1541), княз-абат в манастир Фулда
- дъщеря (Катарина) (1505 – 1506)
- Волфганг II (1507 – 1537), баща на Леонхард Хенебергер
- Маргарета (1508 – 1546), монахиня

∞ 1534 граф Йохан VII фон Сайн-Витгенщайн (1488 – 1551)
- Катарина (1509 – 1567)

∞ 1524 граф Хайнрих XXXII фон Шварцбург (1499 – 1538)
- Христоф (1510 – 1548), граф на Хенеберг
- Георг Ернст (1511 – 1574), последният княз-граф на Хенеберг-Шлойзинген

∞ 1543 принцеса Елизабет фон Брауншвайг-Каленберг († 1566)
∞ 1568 принцеса Елизабет фон Вюртемберг (1548 – 1592)
- Доротея (*/† 1512)
- Попо XII (1513 – 1570), граф на Хенеберг

∞ 1546 принцеса Елизабет фон Бранденбург (1510 – 1588)
∞ 1562 София фон Брауншвайг-Люнебург (1541 – 1631)
- Каспар (1515 – 1517)
- Валпургис (1516 – 1570)

1. 1534 граф Волфганг фон Хоенлое-Вайкерсхайм-Шилингсфюрст († 1545)
2. 1548 граф Карл III фон Глайхен-Бланкенхайн (1517 – 1599)
- Елизабет (1517 – 1577)

∞ 11 октомври 1538 г. в Хамбах граф Йохан IX фон Залм-Райфершайт (1513 – 1559)